# Frantzdy Pierrot
Frantzdy Pierrot (Port-au-Prince, 29 maart 1995) is een Haïtiaans voetballer die doorgaans als aanvaller speelt. Hij tekende in 2022 bij Maccabi Haifa.

## Clubcarrière
Pierrot werd geboren in Haïti en speelde in het Amerikaanse collegevoetbal bij Northwestern Wildcats en Coastal Carolina Chanticleers. Hij speelde 22 wedstrijden voor Reading United, dat uitkomt in de Amerikaanse amateurcompetitie. In 2018 trok de Haïtiaans international naar Royal Excel Moeskroen. Op 28 juli 2018 debuteerde hij in de Pro League tegen KV Oostende. Op 1 september 2018 maakte Pierrot zijn eerste competitietreffer tegen Sporting Charleroi.

## Statistieken
| Seizoen         | Club                  | Competitie      | Competitie | Competitie | Beker | Beker | Europa | Europa | Totaal | Totaal |
| Seizoen         | Club                  | Competitie      | Wed.       | Dlp.       | Wed.  | Dlp.  | Wed.   | Dlp.   | Wed.   | Dlp.   |
| --------------- | --------------------- | --------------- | ---------- | ---------- | ----- | ----- | ------ | ------ | ------ | ------ |
| 2018/19         | Royal Excel Moeskroen | Eerste klasse A | 35         | 8          | 2     | 1     | ―      | ―      | 37     | 9      |
| 2019/20         | Royal Excel Moeskroen | Eerste klasse A | 3          | 0          | 0     | 0     | ―      | ―      | 3      | 0      |
| 2019/20         | EA Guingamp           | Ligue 2         | 19         | 7          | 0     | 0     | ―      | ―      | 19     | 7      |
| 2020/21         | EA Guingamp           | Ligue 2         | 23         | 6          | 0     | 0     | ―      | ―      | 23     | 6      |
| 2021/22         | EA Guingamp           | Ligue 2         | 34         | 15         | 2     | 0     | ―      | ―      | 36     | 15     |
| 2022/23         | Maccabi Haifa         | Ligat ha'Al     | 35         | 9          | 4     | 0     | 12     | 5      | 51     | 14     |
| 2023/24         | Maccabi Haifa         | Ligat ha'Al     | 14         | 10         | 0     | 0     | 14     | 5      | 28     | 15     |
| Carrière totaal | Carrière totaal       | Carrière totaal | 163        | 55         | 8     | 1     | 26     | 10     | 197    | 66     |

## Interlandcarrière
Op 11 september 2018 debuteerde Pierrot voor Haïti in een WK-kwalificatiewedstrijd tegen Sint Maarten.